# Galleria Borghese
La galleria Borghese è un museo statale italiano, con sede nella villa Borghese Pinciana a Roma. Ospita tuttora gran parte della collezione d'arte iniziata da Scipione Borghese, cardinal nipote di papa Paolo V, cui si deve anche la costruzione della villa stessa.
Vi sono esposte opere di Gian Lorenzo Bernini, Agnolo Bronzino, Antonio Canova, Caravaggio, Raffaello, Perugino, Lorenzo Lotto, Antonello da Messina, Cranach, Annibale Carracci, Peter Paul Rubens, Bellini, Tiziano. Si può considerare unica al mondo per quel che riguarda il numero e l'importanza delle sculture del Bernini e delle tele del Caravaggio.
È di proprietà del Ministero per i beni e le attività culturali, che dal 2014 l'ha annoverata tra gli istituti museali dotati di autonomia speciale.

## Storia

### La villa
Alla fine del XVI secolo i Borghese, una ricca famiglia di Siena, acquisirono un terreno a nord di Roma fuori Porta Pinciana, per creare gradualmente un immenso parco. Nello stesso periodo la famiglia Borghese estese la sua influenza nell'aristocrazia romana, soprattutto quando Camillo Borghese fu eletto Papa nel 1605 con il nome di Paolo V. La famiglia cominciò allora a costruire una villa nel suo parco del Pincio.
Il progetto iniziò nel 1607 e fu affidato all'architetto Flaminio Ponzio, che aveva già lavorato per i Borghese nel loro palazzo urbano sulla sponda sinistra del Tevere. L'architetto Giovanni Vasanzio fu incaricato di completare i lavori dopo la morte di Ponzio, avvenuta nel 1613, mentre i lavori dei giardini, opera di Carlo Rainaldi, continuarono fino al 1620. Già nel marzo 1613 opere della importante collezione raccolta dal Cardinale Scipione Borghese, nipote di papa Paolo V, vennero trasferite dal palazzo Dal Borgo, dove vissero i fratelli del papa, alla villa del Pincio.
Lo stile architettonico trae ispirazione da Villa Medici e dalla Villa della Farnesina, con un portico che si apre sui giardini. Villa Borghese fu poi decorata nello stile del XVI secolo. L'intera facciata fu impreziosita da 144 bassorilievi e da 70 busti. Le finestre numerose e la distribuzione delle stanze sono state progettate per favorire una buona visione delle opere. Lodovico Cigoli dipinse alcuni affreschi, tra cui la Storia di Psiche.
Nel 1770 Marcantonio IV Borghese, desiderando rinnovare l'interno della villa come è tuttora, ne incaricò Antonio Asprucci che ingaggiò maestranze per eseguire affreschi, stucchi e decorazioni in marmo policromo. La maggior parte dei dipinti rappresenta la storia della famiglia: dal mitico eroe romano Marcus Furius Camillus ai Borghese dell'epoca.

### Il museo
Nel 1891 tutti i dipinti conservati nelle dodici sale della quadreria di Palazzo Borghese in Via Ripetta vennero portati al piano nobile della Villa Borghese Pinciana. Nel 1902 venne trasformata in museo, a seguito dell'acquisizione da parte dello Stato italiano delle raccolte facenti parte del Fidecommisso Borghese. Primo direttore della Galleria Borghese fu Giovanni Piancastelli (1845-1926) a cui succedette nel 1906 Giulio Cantalamessa, già direttore delle gallerie dell'Accademia di Venezia. L'acquisizione del 1902 da parte dello Stato Italiano della villa Borghese è stato definito l'affare del secolo. «Riuscì infatti ad acquisire, dopo quasi dieci anni di estenuanti trattative, la villa Borghese e il suo grande parco nel cuore di Roma. La cifra sborsata risultò relativamente bassa. Vennero infatti pagati solamente tre milioni e seicentomila lire di allora, comprensivi di tenuta, di villa padronale e - incredibile a dirsi - di tutti gli strepitosi capolavori d'arte in essa contenuti. Un'occasione simile non si sarebbe mai più riproposta».
Chiusa nel 1983, la galleria ha subito un restauro completo durato quattordici anni, ripristinando l'aspetto originale dell'esterno dell'edificio con gli intonaci, le statue e la scalinata con due rampe.
La galleria è stata riaperta nel giugno 1997.
Nel 2013 è stato il nono sito statale italiano più visitato, con 498.477 visitatori.
Nel 2015 il ministro dei Beni e delle Attività culturali e del Turismo Dario Franceschini ha nominato Anna Coliva direttrice della galleria Borghese.
Francesca Cappelletti è Direttrice della Galleria Borghese da novembre 2020..

## Esposizione museale

### Le sale
- Portico e sala d'ingresso (Salone di Mariano Rossi): ospitano busti di imperatori romani, mosaico con lotte di gladiatori e un Bacco colossale.Sala I

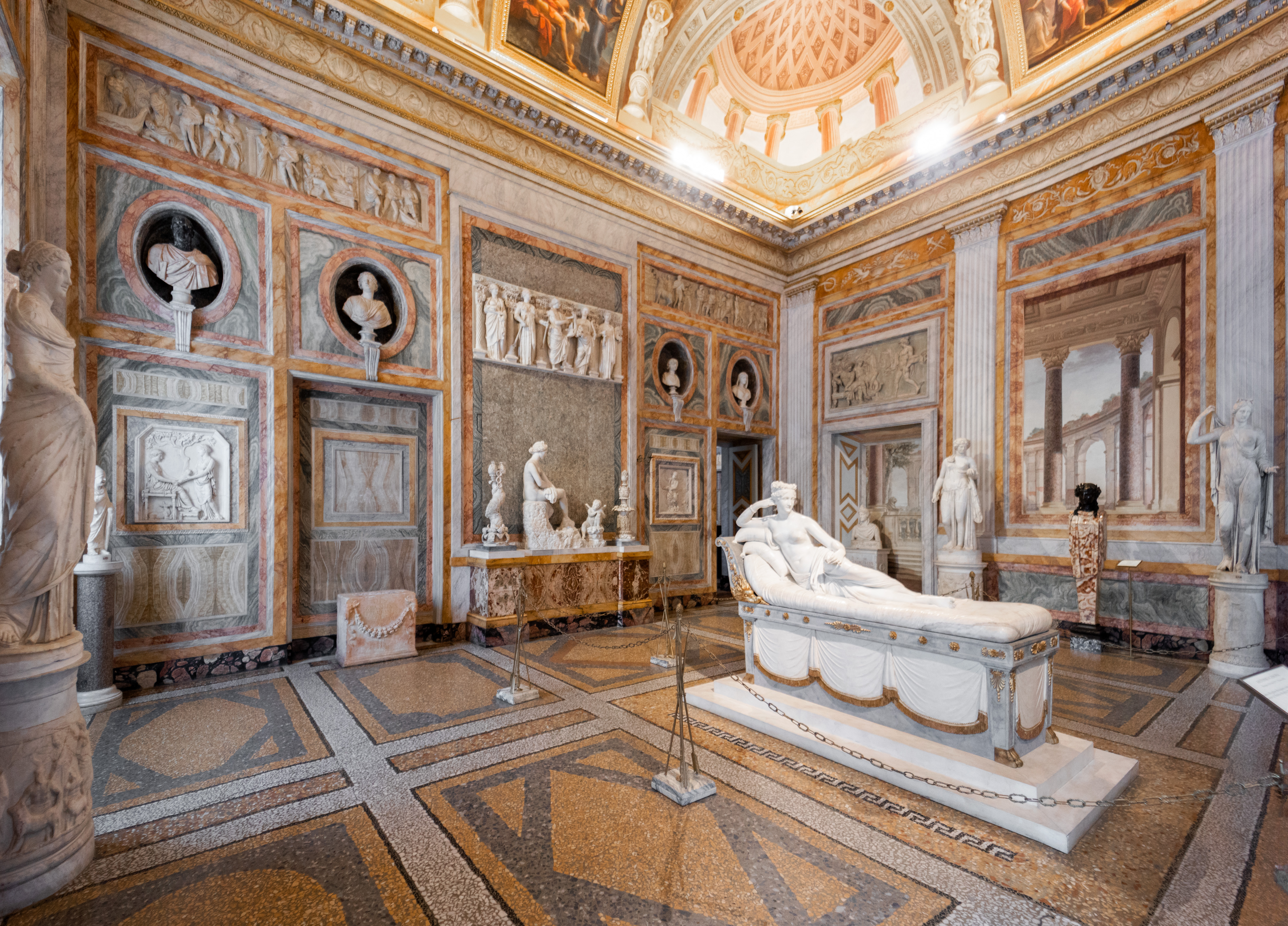
Sala I

- Sala I, della Paolina (un tempo "Sala del Vaso", per la presenza del cratere neoattico attualmente conservato al Museo del Louvre): pareti ornate da antichi rilievi del XVIII secolo e da altri del XIX secolo. Ospita i busti di Valadier (Bacco ed Hermes) e, al centro, la famosa scultura del Canova "Paolina Borghese come Venere Vittoriosa", che ha dato il nome alla stanza e che richiama i dipinti della volta con le “Storie di Venere e di Enea”, opera di Domenico de Angelis del 1779.
- Sala II, di David: anche chiamata "Sala del Sole" per l'affresco della volta di Francesco Caccianiga, che rappresenta la caduta di Fetonte, incapace di guidare il carro del Sole e per questo fulminato da Giove, così come narrato da Ovidio nelle Metamorfosi. La statua di "David" di Gian Lorenzo Bernini, realizzata tra 1623 e 1624, troneggia al centro. Notevoli i dipinti "Sansone in carcere" di Annibale Carracci, "David con la testa di Golia" di Battistello Caracciolo, "Andromeda" di Rutilio Manetti e i sarcofagi greci del II secolo.Sala III

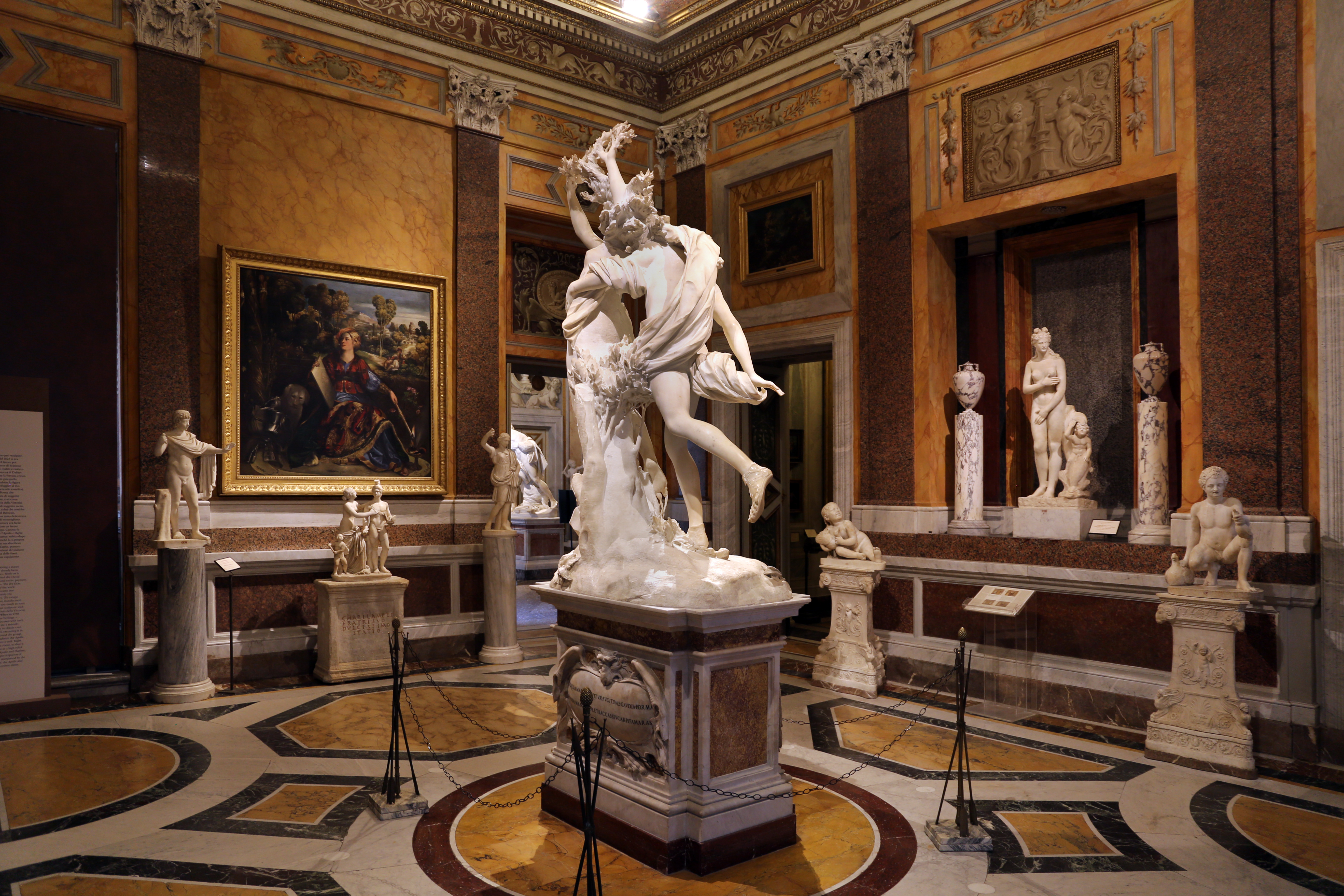
Sala III

- Sala III, di Apollo e Dafne: ospita la scultura di Gian Lorenzo Bernini "Apollo e Dafne", soggetto ripreso sul soffitto, dipinto alla fine del XVIII secolo. La sala ospita anche sculture ellenistiche e romane e opere del pittore Dosso Dossi.
- Sala IV, degli Imperatori: questa sontuosa sala, decorata con stucchi, marmi, affreschi e pitture, prende il nome dai 18 busti degli imperatori romani presenti nella galleria. Le nicchie a parete ospitano statue antiche, tra cui "Artemis Borghese", copia in marmo pentelico (120-130 d.C.) di originale greco del IV secolo a.C. Al centro il gruppo scultoreo del "Ratto di Proserpina", di Gian Lorenzo Bernini. Presente anche il "Toro Farnese" di Antonio Susini.
- Sala V, dell'Ermafrodito: l'Ermafrodito dormiente è una delle due copie della scultura originale in bronzo di Policleto, l'altra esposta al Louvre è restaurata da Gian Lorenzo Bernini. Sul pavimento, un mosaico romano del II secolo che rappresenta una scena di pesca.
- Sala VI, di Enea e Anchise: ospita la statua in marmo di "Enea, Anchise e Ascanio", opera giovanile di Gian Lorenzo Bernini, e "La Verità", dello stesso.

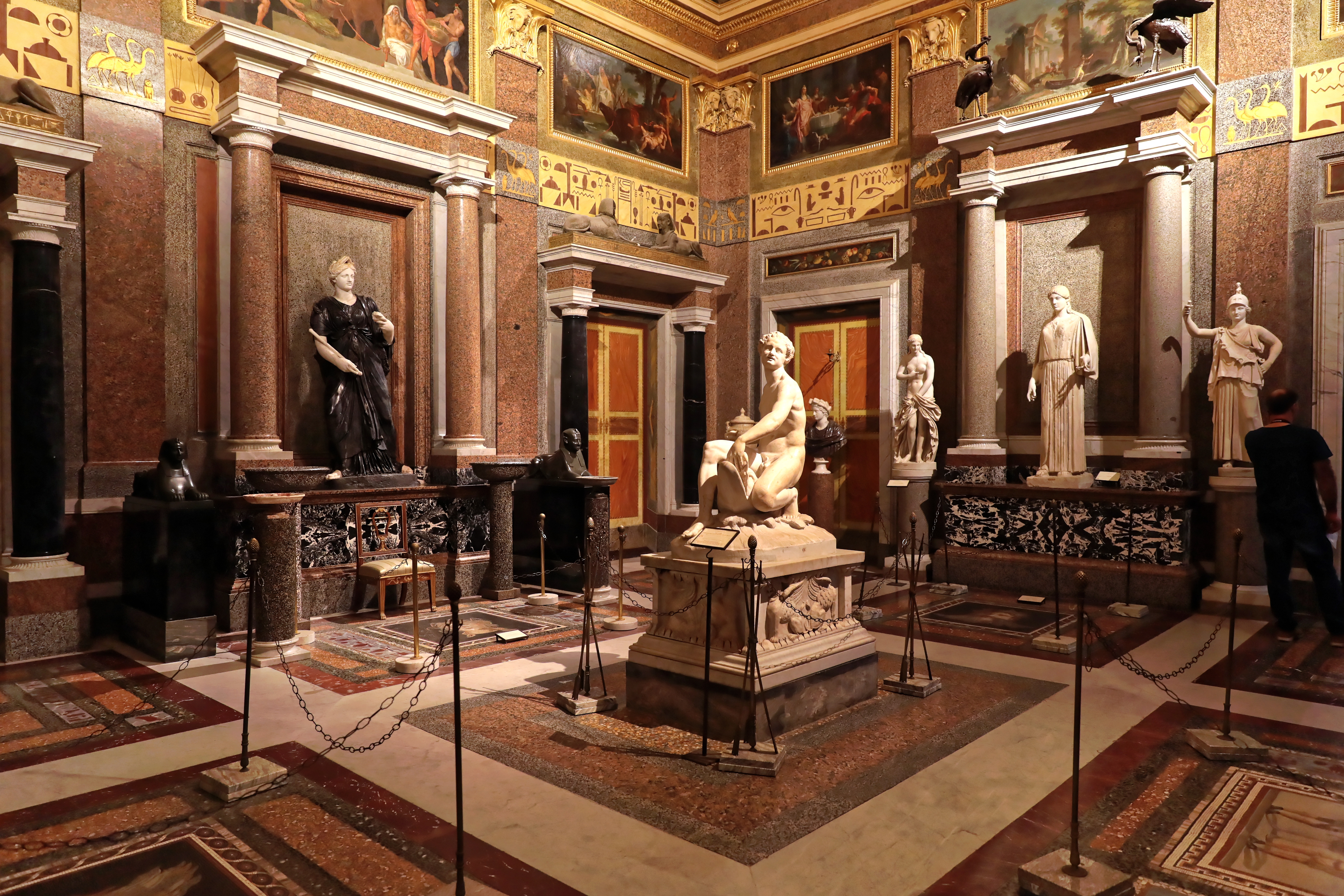
Sala VII

- Camera VII, Egizia: ospita molte sculture, tra cui un "Satiro sul delfino" in marmo, di epoca romana. Sul pavimento, un bellissimo mosaico romano del II secolo.
- Sala VIII, del Sileno: la volta dipinta rappresenta un sacrificio a Sileno. Questa sala custodisce sei capolavori di Caravaggio: “Fanciullo con canestro di frutta”, “Bacchino malato”, “Madonna dei Palafrenieri”, “David e la testa di Golia”, “San Girolamo”, “San Giovanni Battista”.
- Sala IX, di Didone: è dedicata ad artisti umbri e toscani del Rinascimento. Sandro Botticelli, Pinturicchio, con l'opera più antica della collezione: la "Crocifissione tra i santi Cristoforo e Girolamo", Raffaello Sanzio con la Deposizione Baglioni, la Dama con liocorno e il Ritratto d'uomo; Fra Bartolomeo con i due tondi dell'"Adorazione del Bambino"; Piero di Cosimo; Andrea del Sarto; Bronzino.
- Sala X, di Ercole: già "Sala del Sonno", per la presenza della scultura di un letto a baldacchino e per L'allegoria del sonno in marmo nero antico, opera di Alessandro Algardi attualmente collocata nella Sala XV. Il suo nome fu poi cambiato nell'attuale a causa dei dipinti della volta, che rappresentavano le imprese di Ercole. Dipinti di manieristi italiani: "Ritratto di uomo", del Parmigianino; Danae, del Correggio. Presente anche il dipinto "Venere e Amore ladro di miele", di Lucas Cranach il Vecchio.
- Sala XI, o della Pittura Ferrarese, ex "Sala di Ganimede": piccola sala chiamata "Galleria piccola", frutto del rifacimento della seconda metà del XVIII secolo per opera del principe Marcantonio IV Borghese. Sulla volta si può ammirare la Favola di Ganimede di Vincenzo Berrettini (XVIII secolo). Gli altri dipinti sono di scuola ferrarese del XVI secolo (Mazzolino, Ortolano, Garofalo), acquistati da Scipione Borghese grazie all'intercessione del cardinale Bentivoglio dopo la devoluzione di Ferrara allo Stato Pontificio.
- Sala XII, delle Baccanti: raccoglie opere dell'area lombardo-veneta del primo '500. Ospita un "Ritratto di Mercurio Bua" di Lorenzo Lotto (1535), una "Pietà" del Sodoma (1510), dipinti di scuola leonardesca o tratti da disegni del maestro.
- Sala XIII, della Fama: piccolo spazio decorato da Felice Giani. Al centro, l'"Allegoria della Fama" attorniata da putti con aquile, che richiamano lo stemma dei Borghese. Esposte opere di maestri bolognesi del tardo Quattrocento.
- Sala XIV, Loggia di Lanfranco: originariamente loggia aperta al panorama dei giardini segreti, nel tardo XVIII secolo è stata chiusa e trasformata in galleria per preservare l'affresco del "Consiglio degli Dei" di Giovanni Lanfranco. Qui si conservano numerose opere di Gian Lorenzo Bernini (1598-1680): il "Busto di Paolo V Borghese"; le due celebri versioni del "Busto del cardinale Scipione Borghese"; la "Capra Amaltea", opera giovanile; il bozzetto in terracotta per il "Monumento equestre di Luigi XIV", eseguito a più di settant'anni. Sono presenti anche tre dipinti dello stesso: "Ritratto di fanciullo", "Autoritratto giovanile" e "Autoritratto in età matura". Esposti quattro tondi di Francesco Albani, "Mosè" di Reni, il "Figliol Prodigo" di Guercino e il "Concerto" di Gherardo delle notti.
- Sala XV, dell'Aurora: esposte "L'ultima cena" di Bassano (1546, uno dei capolavori della pittura manierista), varie opere di Dosso Dossi e del Savoldo.
- Sala XVI, della Flora. Prende il nome dal soggetto del dipinto di Domenico De Angelis presente sulla volta: raffigurazione della "Flora come madre della natura", così come riportato nei Fasti di Ovidio. I dipinti esposti mostrano l'influenza della maniera michelangiolesca nella seconda metà del Cinquecento su artisti di diversa provenienza geografica. Tra le opere, il "Cristo deposto con la Maddalena e due angeli" di Marcello Venusti (1512-1579) e l'"Adorazione del Bambino" di Pellegrino Tibaldi (1527-1596). Le due piccole allegorie di Jacopo Zucchi (1540 ca.-1596 ca.), eseguite su rame, provengono probabilmente dallo studiolo romano di Ferdinando de' Medici.
- Sala XVII, del Conte di Angers: sono esposti dipinti del Seicento, in buona parte di scuola fiamminga e olandese, come Francken il Giovane ("Il negozio antiquario") e David Teniers il Giovane ("Bevitore"). Da segnalare la "Madonna col Bambino" di Pompeo Batoni e quella di analogo soggetto del Sassoferrato.
- Sala XVIII, di Giove e Antiope: qui esposti "Susanna e i vecchioni" e "Compianto su Cristo morto", entrambi di Rubens.
- Sala XIX, di Elena e Paride: cinque dipinti sulla volta illustrano gli episodi del principe di Troia. Fra i dipinti esposti: la "Caccia di Diana" e la "Sibilla", di Domenichino (1581-1641); "Enea che fugge da Troia" e "San Girolamo", di Federico Barocci (1535-1612); "Giuseppe e la moglie di Putifarre" e "Norandino e Lucina nella tana dell'orco", di Giovanni Lanfranco (1582-1647); "Ragazzo che ride", di Annibale Carracci.
- Sala XX, di Amore e Psiche: il soffitto del XVIII secolo rappresenta gli amori di Eros e Psiche. La sala è dedicata ai maestri veneti del XV e XVI secolo: Giorgione (1507), Tiziano (il famoso " Amor sacro e Amor profano" 1514), Veronese, Carpaccio, Giovanni Bellini, Lorenzo Lotto. Presente anche il siciliano Antonello da Messina ("Ritratto d'uomo", 1475).

## Opere maggiori
Lista in ordine alfabetico, per nome dell'autore, delle principali opere esposte in galleria.
Bacchiacca
- Giuseppe venduto dai fratelli
- Arresto dei fratelli di Giuseppe
- Ricerca della coppa rubata
- Ritrovamento della coppa rubata nel sacco di Beniamino

Federico Barocci
- Fuga di Enea da Troia

Giovanni Bellini
- Madonna col Bambino, 1510 circa

Gian Lorenzo Bernini
- Capra Amaltea
- Enea, Anchise e Ascanio
- Ratto di Proserpina
- David
- Apollo e Dafne
- Busti di Scipione Borghese
- La Verità
- Busto di papa Paolo V

Paolo Veronese
- Predica di san Giovanni Battista, 1562 circa
- Predica di sant'Antonio ai pesci, 1580-1585

Antonio Canova
- Paolina Borghese come Venere vincitrice

Caravaggio
- Fanciullo con canestro di frutta, 1593–1594
- Bacchino malato, 1593–1594
- Madonna dei Palafrenieri, 1605–1606
- San Girolamo scrivente, 1605–1606
- San Giovanni Battista, 1609-1610
- Davide con la testa di Golia, 1609–1610

Cesare da Sesto
- Leda col cigno, copia da Leonardo da Vinci, 1515-1520 circa

Correggio
- Danae, 1531 circa

Lucas Cranach il Vecchio
- Venere e Cupido che reca il favo di miele, 1531 circa

Dosso Dossi
- Melissa, 1522-1524 circa

Giorgione
- Cantore appassionato, 1508-1510 circa
- Suonatore di flauto, 1508-1510 circa

Lorenzo Lotto
- Madonna col Bambino tra i santi Flaviano e Onofrio, 1506
- Ritratto di gentiluomo, 1535 circa

Parmigianino
- Ritratto del Pianerlotto, 1531 circa

Pinturicchio
- Crocifisso tra i santi Girolamo e Cristoforo, 1475 circa

Raffaello
- Ritratto virile, 1503-1504
- Dama col liocorno, 1506 circa
- Deposizione Baglioni, 1507

Peter Paul Rubens
- Deposizione nel sepolcro, 1601
- Susanna e i vecchioni, 1607

Savoldo
- Tobiolo e l'angelo, 1527 circa

Tiziano
- Amor sacro e Amor profano, 1513
- San Domenico, 1565 circa

## Il progetto Dieci Grandi Mostre
Dal 2006, la galleria Borghese ha dato avvio ad un grande progetto denominato "Dieci Grandi Mostre".
All'interno del Museo, infatti, sono conservate opere somme dei maggiori artisti del Cinquecento e Seicento; per citarne solo alcune, la Deposizione di Raffaello, la Paolina Bonaparte di Canova, la Danae di Correggio, la Madonna dei Palafrenieri di Caravaggio, Venere e Amore di Lucas Cranach il Vecchio, l'Amor sacro e Amor profano di Tiziano, Apollo e Dafne di Bernini, la Caccia di Diana di Domenichino.
Gran parte di queste opere è inamovibile dalla propria sede. Sono infatti troppo delicate, troppo grandi o su supporto troppo fragile per spostarsi; è perciò impossibile il trasferimento a quelle mostre temporanee che in giro per il mondo vogliono approfondire l'attività pittorica di questi artisti. L'obiettivo è quindi quello di colmare questa lacuna con un progetto programmatico di dieci grandi mostre monografiche in dieci anni. Il ciclo di mostre infatti vuole approfondire la conoscenza che studiosi e grande pubblico hanno di autori, anche molto noti, accostando per la prima volta ai capolavori della collezione Borghese prestigiosi prestiti dalle maggiori istituzioni museali del mondo.
La prima mostra, che si è svolta dal 19 maggio al 10 settembre 2006, era dedicata a Raffaello. Un'importante serie di disegni arricchiva la mostra e dava la possibilità di esplorare il processo creativo del grande pittore.
La seconda mostra, che si è svolta da ottobre 2007 a febbraio 2008, prendeva in esame l'opera di Antonio Canova. Insieme quindi alla Paolina Borghese, opera "padrona di casa", la galleria ha avuto l'onore di ospitare circa 60 opere di cui 18 sculture.
La terza mostra, che si è svolta dal 22 maggio al 14 settembre 2008, prendeva in esame il delicato rapporto tra Correggio e l'Antico. Una serie di paralleli meditati per analizzare ed approfondire l'opera del grande pittore cinquecentesco e verificare le sue ispirazioni dall'antico.
La quarta mostra, che si è svolta dal 2 ottobre 2009 al 24 gennaio 2010, ha affiancato due personalità estreme, Caravaggio e Francis Bacon, entrate nell'immaginario collettivo come artisti “maledetti”, che hanno espresso nella pittura il tormento dell'esistenza con pari intensità e genialità inventiva.
La quinta mostra, che si è svolta dal 15 ottobre 2010 al 3 marzo 2011, ha preso in esame il lavoro di un grande pittore tedesco: Lucas Cranach il Vecchio. Si voleva dare un'immagine complessiva della produzione artistica del pittore rinascimentale, artista di corte e innovatore, legato alle tradizioni fiamminghe ma contaminato anche dalle novità figurative italiane.
La sesta mostra, che si è svolta da 7 dicembre 2011 al 9 aprile 2012, era intitolata "I Borghese e l'Antico".
La settima mostra, che si è svolta nel 2012, era dedicata a Tiziano.
L'ottava mostra, che si è svolta nel 2013, era dedicata a Dosso Dossi.
La nona mostra, che si è svolta nel 2014, era dedicata a Domenichino.
La decima mostra, che si è svolta nel 2015, era dedicata a Bernini.